# Benci di Cione Dami
Benci di Cione Dami (Côme, vers 1310-Florence, 1388) est un architecte et peintre  italien qui fut actif à Florence, en Toscane, au début de la Renaissance.

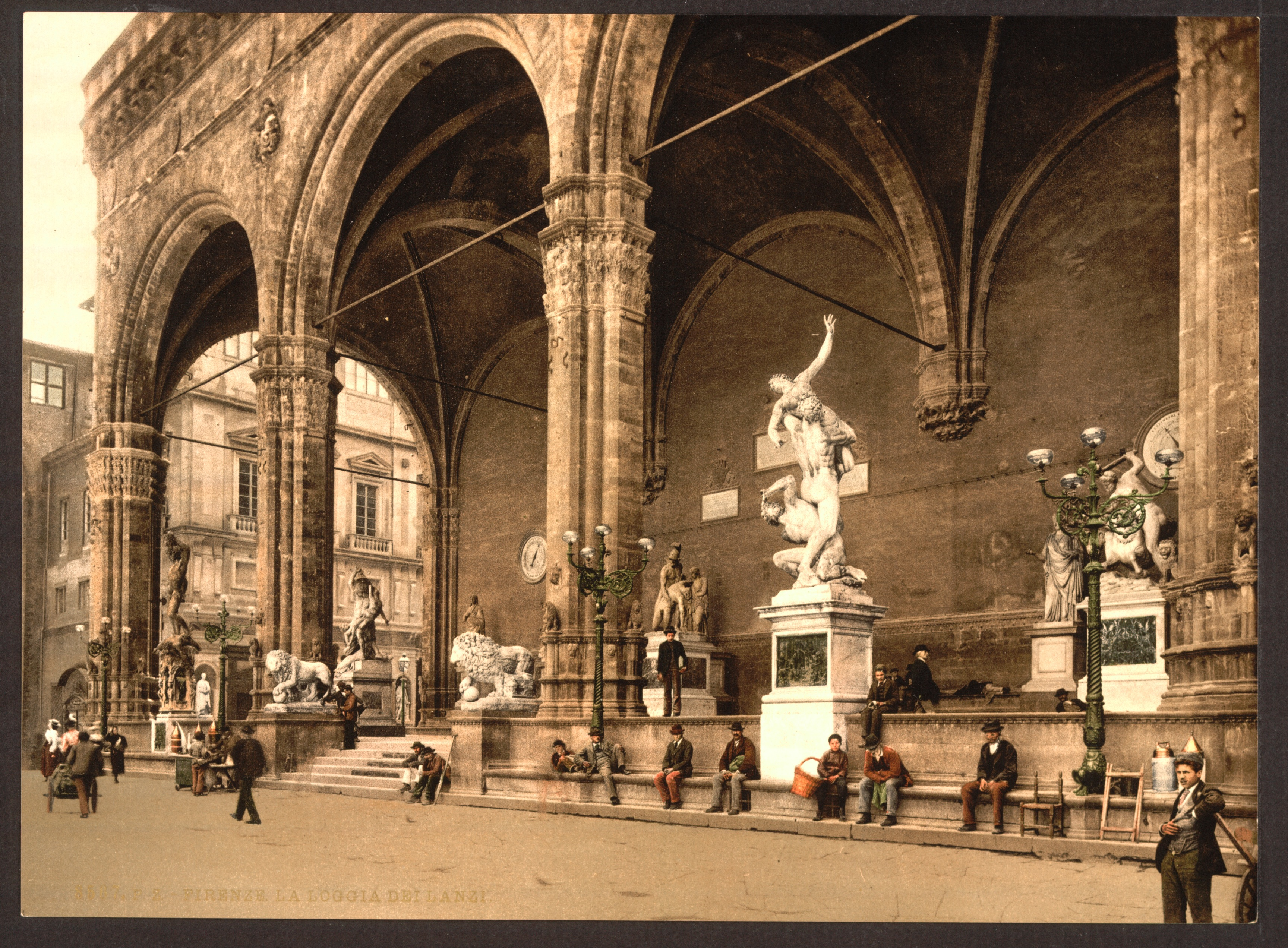
La Loggia della Signoria entre les.

## Biographie
Benci di Cione Dami est né dans une famille originaire de Côme. Enfant, il a déménagé avec ses parents à Florence.
Il n'était pas un parent de la célèbre famille d'artistes florentins des  Di Cione  qui a donné naissance à des artistes tels qu'Andrea Orcagna, Jacopo di Cione et Matteo di Cione.
Il se forme comme apprenti dans sa jeunesse sur deux grands chantiers florentins : celui de la cathédrale Santa Maria del Fiore, à l'époque d'Andrea Pisano, et celui de la basilique Santa Maria Novella, sous la direction de Iacopo Talenti da Nippozzano.
Dami, dès 1340, s'inscrit à la guilde des maîtres de la pierre et du bois.
Plus tard, en 1361 et 1366, il travaille sur la reconstruction de l'église d'Orsanmichele,.
En 1345-1346, Dami travaille avec Neri di Fioravante pour reconstruire le palais du Bargello, créant trois salles, et dans la tour, des escaliers, des voûtes et des salles, aujourd'hui détruites ; par contre, la grande fenêtre du côté sud du bâtiment est encore conservée (1346).
À partir de 1348, Dami obtient son premier travail indépendant, s'engageant dans la construction du monastère San Giovanni Battista di Lapo, près de Florence, qui met en évidence l'utilisation d'un lexique décoratif sobre.
L'église Saint-Charles-Borromée (anciennement Sant'Anna dei Lombardi), commandée en 1349 par la municipalité florentine, bien que non achevée par Dami, révèle un projet assez original d'église à « salle » voûtée,.
En collaboration avec Francesco Talenti, Dami est convoqué en 1355 pour juger les défauts de construction de la cathédrale Santa Maria Assunta de Sienne.
Dans les mêmes années, le nom de Dami est présent dans les documents concernant le chantier de construction de la cathédrale Santa Maria del Fiore, pour lequel il effectue des travaux pendant de nombreuses années. En 1355, il exprime quelques doutes sur la forme des colonnes de la cathédrale, après quoi il travaille sur le campanile jusqu'en 1360.

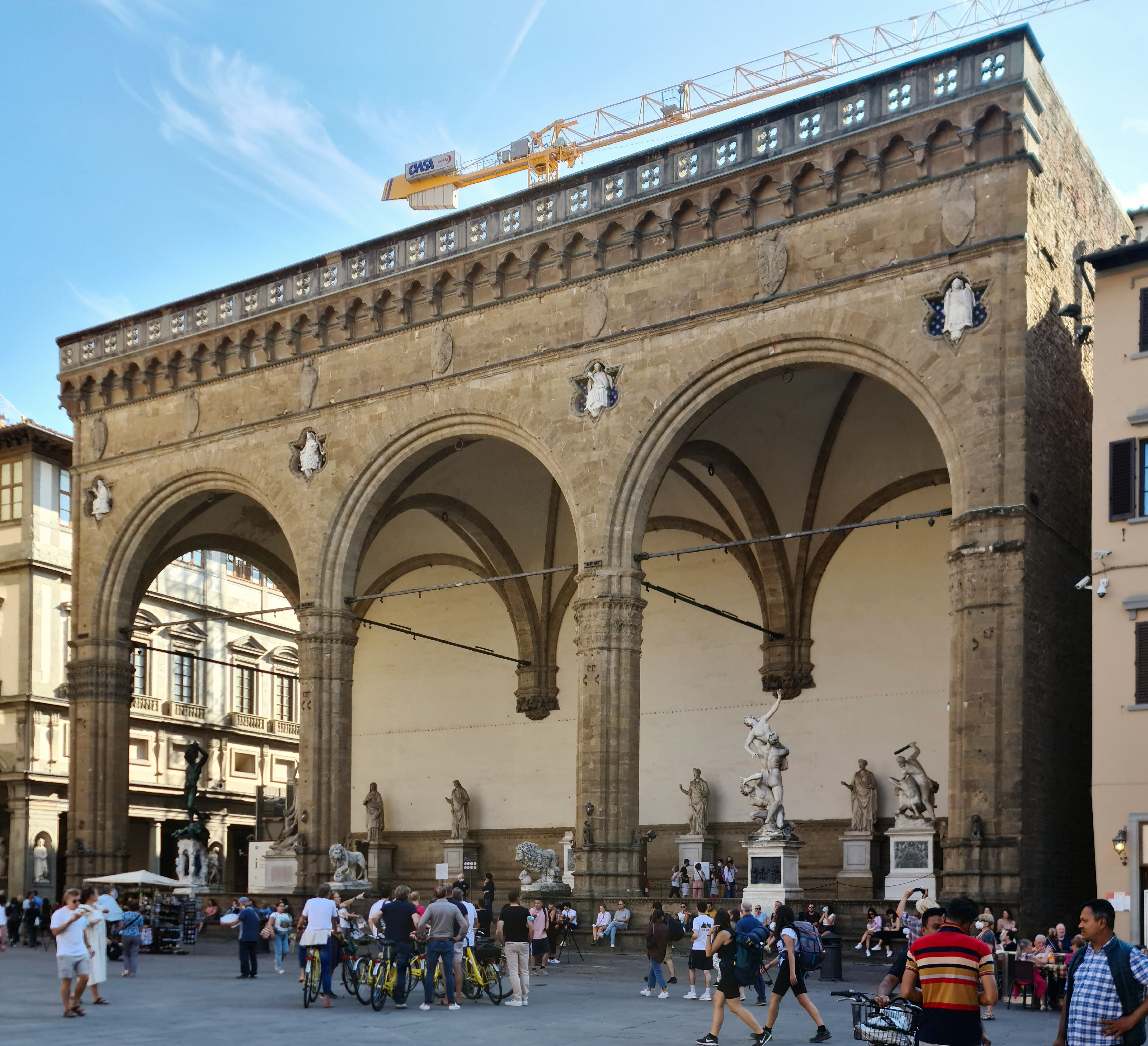
La Loggia dei Lanzi.

En 1366-1367, avec Neri di Fioravante et Orcagna, il participe activement à la formation du modèle de la cathédrale, déjà présenté dans des travaux partiellement réalisés sur la base de la conception d'Arnolfo di Cambio, qui restera inchangé jusqu'à la contribution de Filippo Brunelleschi. Il assume également le rôle de maître d'œuvre de 1376 à 1388, dirigeant la construction de la Loggia des Lanzi, à partir de 1382,, destinée aux cérémonies publiques de la Seigneurie,.
En 1376, avec Francesco Talenti, il est l'un des principaux constructeurs de la cathédrale, dont il supervise la construction de la chapelle nord et en 1386, il est chargé de construire le pavement de la Piazza della Signoria.
Ce sont les années les plus importantes pour Dami, qui exerce également des fonctions publiques : en 1367, puis en 1374, il est nommé prieur, tandis qu'en 1385, il est envoyé par la municipalité florentine à Arezzo.
Dami meurt  à Florence en 1388.
Considéré par certains historiens de l'art, le créateur de la Loggia des Lanzi, œuvre d'une grande importance pour le développement de l'architecture italienne entre le Moyen Âge et la Renaissance, a fait preuve d'un savoir-faire remarquable en tant que bâtisseur doté d'un grand sens de l'organisation, auquel il faut reconnaître un certain rôle dans l'élaboration et la diffusion du gothique florentin, même s'il n'est pas aisé de préciser l'apport exact de cet architecte qui a toujours travaillé en collaboration avec d'autres.

## Œuvres
- Projet final pour Santa Maria del Fiore (1366-1367) ;
- Église Saint-Charles-Borromée (1349) ;
- Loggia-marché-église d'Orsanmichele (1361-1366), avec Francesco Talenti, Neri di Fioravante ;
- Loggia dei Lanzi (1382), construite avec Simone Talenti.